# Laura Puppato
Laura Puppato (Crocetta del Montello, 17 febbraio 1957) è una politica italiana, esponente del Partito Democratico.
Sindaco di Montebelluna dal 2002 al 2010, consigliera regionale del Veneto dal 2010 al 2013, a novembre 2012 Puppato si è candidata alle elezioni primarie per la leadership della coalizione di centrosinistra Italia. Bene Comune, ottenendo il 2,6% dei voti e piazzandosi al quarto posto tra i 5 candidati.
Nel 2013 è stata inoltre eletta senatrice nelle liste del PD, incarico che ha ricoperto fino al 2018.

## Biografia
Nata a Crocetta del Montello, in provincia di Treviso, e presosi il diploma magistrale, si è iscritta a Scienze politiche, ma ha interrotto gli studi al terzo anno, causa maternità.
Dopo aver aperto un’agenzia di assicurazione, è entrata nel sindacato di categoria, la SNA (Sindacato Nazionale agenti di assicurazione).
Negli anni '90 ha fatto volontariato in Croazia e Bosnia a sostegno delle  popolazioni colpite dal conflitto jugoslavo del 1990-95. Sempre nello stesso periodo si è distinta come attivista e poi presidente del WWF nella sezione Montello-Piave, dov'è ha militato per oltre 15 anni.
Ha conosciuto ed è stata amica di Alexander Langer, attivista fra i fondatori del movimento dei Verdi in Europa e in Italia, morto suicida nel 1995.

### Vita personale
Laura Puppato vive a Cornuda. Divorziata e di fede cattolica, si è sposata la prima volta a 21 anni e dal primo marito ha avuto una figlia, Annagiulia. Con il secondo marito, Bruno, si è sposata dopo la convivenza, quando il secondo figlio, Francesco, aveva due anni.

## Carriera politica

### Sindaco di Montebelluna
L'attività nel WWF è stata decisiva per il suo ingresso in politica, dove si ritrova impegnata nella battaglia contro la costruzione di un inceneritore ritenuto dal forte impatto ambientale, la Puppato si candidò alle elezioni comunali del 2002 a sindaco di Montebelluna con una lista civica poi appoggiata dalla coalizione de L'Ulivo, venendo eletta, nonostante la tradizionale forza del centro-destra, e in particolare della Lega Nord, nella città. Nel corso della sua amministrazione comunale, fece abbandonare il progetto dell'inceneritore, benché fosse in stadio avanzato, e promosse una riduzione del traffico automobilistico privato, incoraggiando la mobilità pubblica, e la raccolta differenziata, diventando il primo comune sopra i 25mila abitanti a riciclare quasi tutto.
Alle elezioni comunali del 2007 la Puppato si ricandida per un secondo mandato, dove al primo turno del 29 maggio ottiene il 42,41% dei voti, accedendo al ballottaggio con Gentilini. Al ballottaggio del 12 giugno 2007 è stata rieletta, vincendo al con il 52,07% delle preferenze. Dopo sei anni di amministrazione comunale, nel 2008 Montebelluna ricevette il "Premio amico della famiglia" (secondo classificato), il Leone dell'innovazione da parte dell'ANCI (Associazione Nazionale Comuni Italiani) e il "Premio qualità delle amministrazioni pubbliche".
Con la nascita del Partito Democratico (PD) nel 2007, aderisce subito al partito politico, il primo a cui si è iscritta, per cui Puppato si definisce una "nativa democratica". Ha fatto parte dell'assemblea costituente del partito e della commissione incaricata di scrivere lo statuto del PD.
Nel 2007 Puppato fu indicata dal comico, e futuro fondatore e leader del Movimento 5 Stelle Beppe Grillo, come esempio di un politico che gli piaceva e fu premiata dallo stesso Grillo come primo sindaco "a cinque stelle". Il secondo mandato di sindaco della Puppato è terminato il 29 maggio 2011, un anno prima della scadenza naturale.

### Elezioni europee del 2009
In vista delle elezioni europee del 2009, Puppato si candida col PD nella circoscrizione Italia nord-orientale e sfiora a sorpresa l'elezione, risultando prima dei non eletti con quasi 60 000 voti; in seguito all'esito delle elezioni, il sindaco di Venezia Massimo Cacciari chiese pubblicamente a Luigi Berlinguer di dimettersi dal Parlamento europeo e cedere il proprio posto alla Puppato, in quanto "espressione piena della realtà regionale".
Nel novembre del 2009 Pier Luigi Bersani, neo-eletto segretario del Partito Democratico, la nomina presidente del Forum Ambiente del partito, incarico che mantiene fino al 2013.

### Elezione a Consigliera regionale
Nel 2010 Puppato era tra i principali nomi del PD come candidata alla presidenza della Regione Veneto e ottenne il sostegno di circa 120 comitati locali e di intellettuali come il poeta Andrea Zanzotto e il drammaturgo Marco Paolini. La coalizione di centro-sinistra alla fine scelse come candidato presidente il segretario della CGIA di Mestre Giuseppe Bortolussi, e Puppato fu candidata alle elezioni regionali in Veneto del 2010 col PD, nella mozione di Bortolussi: malgrado il risultato molto negativo del PD alle regionali, Puppato viene eletta nella circoscrizione di Treviso in consiglio regionale del Veneto, con un record di 26 230 preferenze su 70 754 voti ricevuti dal suo partito nella provincia trevigiana, risultando la seconda più votata tra i consiglieri dell'intera regione. Dal 2010 è capogruppo del Partito Democratico nel consiglio regionale del Veneto.
Alle elezioni comunali del 2011 si candida e viene eletta consigliere comunale a Montebelluna.

### Primarie del centro-sinistra "Italia. Bene Comune"
Il 13 settembre 2012 Puppato annuncia la sua candidatura alle primarie per la leadership della coalizione di centro-sinistra "Italia. Bene Comune". La candidatura di Puppato è stata presentata ufficialmente il successivo 31 ottobre, unica donna tra i candidati, e il suo progetto politico sottolineava in particolare i temi dell'ambiente, dell'economia verde, dell'economia blu e della valorizzazione delle donne, trovando il sostegno di giornalisti come Marco Travaglio, Concita De Gregorio e Paolo Rumiz. Gli altri candidati sfidanti erano il segretario del PD Pier Luigi Bersani, il sindaco di Firenze Matteo Renzi (in quota PD), il presidente della regione Puglia e presidente di SEL Nichi Vendola e l'assessore comunale al bilancio di Milano Bruno Tabacci (in quota Alleanza per l'Italia).
Nel primo turno delle elezioni primarie di "Italia. Bene Comune", che si è svolto il 25 novembre 2012, Puppato ha ottenuto 80.628 voti complessivi pari al 2,6%, piazzandosi al quarto posto tra i 5 candidati. Il 1º dicembre Puppato ha annunciato il suo sostegno a Pier Luigi Bersani per il 2º turno delle primarie.

### Elezione a senatrice
Alle elezioni politiche del 24-25 febbraio 2013 Puppato è stata candidata al Senato della Repubblica, tra le liste del Partito Democratico come capolista nella circoscrizione Veneto, ed è stata eletta senatrice.
Il 10 novembre 2016 è stata espulsa dall'Associazione Nazionale Partigiani d'Italia (ANPI) per avere sostenuto il Sì al referendum costituzionale del 2016. La decisione è duramente criticata da Partito Democratico, Partito Socialista Italiano e l'Unità.
Ricandidata al Senato anche nel 2018, non viene più eletta.

### Dopo il parlamento
Si candida alle elezioni europee del 2019 tra le liste del PD nella circoscrizione Italia nord-orientale, ma arriva sesta con 48.239 voti e rimane fuori.

## Controversie

### Dichiarazione sui militanti leghisti
Nell'aprile 2014 ha destato forti critiche la frase «Le nostre riforme elimineranno la presenza fisica dei militanti leghisti», pronunciata dall'onorevole Puppato nella trasmissione Agorà.

### Dichiarazione sui Cervelli in fuga
Dopo che la riforma Renzi-Boschi è stata bocciata al referendum costituzionale del 4 dicembre 2016, Puppato ha affermato su Twitter che il fenomeno della fuga dei cervelli dall'Italia sarebbe confermato dall'esito della consultazione referendaria, poiché la riforma è stata respinta dalla maggior parte dei cittadini residenti, ma accolta con più favore dagli italiani all'estero. La dichiarazione è stata interpretata come un insulto alla supposta minore intelligenza di chi ha respinto la riforma, suscitando alcune polemiche.
Successivamente Puppato si è poi scusata su Facebook, affermando che non voleva offendere nessuno, ma voleva essere ironica.